# Fyłymon Kurczaba
Fyłymon Kurczaba CSsR (ukr. Филимо́н Курча́ба; ur. 21 grudnia 1913 w Żelechowie Wielkim, zm. 26 października 1995 we Lwowie) – ukraiński duchowny ukraińskokatolicki, redemptorysta, biskup pomocniczy archidiecezji lwowsko-halicko-kamienieckiej obrządku bizantyńsko-ukraińskiego.

## Życiorys

### Młodość i prezbiteriat
Uczył się w Niższym Seminarium Duchownym oo. Redemptorystów we Lwowie. 15 września 1932 złożył pierwsze śluby w Zgromadzeniu Najświętszego Odkupiciela. Następnie wyjechał na studia do Belgii, gdzie 28 sierpnia 1935 złożył śluby wieczyste i 25 lipca 1937 w Leuven z rąk wizytatora apostolskiego na Wołyniu i Podlasiu dla wiernych obrządku bizantyjsko-słowiańskiego bł. Mikołaja Czarneckiego CSsR otrzymał święcenia prezbiteriatu i został kapłanem swojego zakonu.
Po święceniach powrócił do Polski, gdzie został nauczycielem historii i języka polskiego we Lwowie. Po wybuchu II wojny światowej i zajęciu Lwowa przez Armię Czerwoną w 1939, władze okupacyjne zamknęły szkołę i nakazały zakonnikom opuszczenie klasztoru. O. Kurczaba został wówczas proboszczem w Tehlowie. W 1941 osiadł w klasztorze w lwowskim Hołosko, gdzie z przerwami mieszkał do jego zamknięcia w 1948.
Po likwidacji klasztoru w Hołosko wyjechał wraz z pozostałymi zakonnikami do studyckiej Ławry Uniowskiej. W lipcu 1950, po aresztowaniu dotychczasowego przełożonego, został nowym zwierzchnikiem tamtejszych redemptorystów. Jednak już 6 września 1950 Sowieci rozwiązali uniowską wspólnotę. O. Kurczaba zamieszkał wówczas w rodzinnej wsi. W kolejnych latach potajemnie prowadził duszpasterstwo, w tym również podziemny nowicjat oraz sprawował opiekę nad siostrami zakonnymi.
W 1958 podjął pracę w lwowskiej stacji sanitarno-epidemiologicznej, gdzie był zatrudniony do 1973, jednocześnie nadal prowadząc podziemną działalność duszpasterską. Był pod obserwacją KGB, która kilkukrotnie przeprowadzała rewizje w mieszkaniu duchownego, konfiskując przedmioty liturgiczne i literaturę religijną.

### Episkopat
23 lutego 1985 potajemnie przyjął sakrę biskupią z rąk bpa Wołodymyra Sterniuka, będącego nieformalną głową Cerkwi Greckokatolickiej działającej w podziemiu w ZSRR.
W latach 1988-1989 był członkiem delegacji grekokatolików do władz ZSRS w Moskwie, mających na celu uznanie wyznania. Spotkał się wówczas z sekretarzem generalnym Michaiłem Gorbaczowem. W latach 1990-1991 był rektorem lwowskiego seminarium duchownego.
16 stycznia 1991 papież Jan Paweł II potwierdził go na stanowisku biskupa pomocniczego archidiecezji lwowsko-halicko-kamienieckiej oraz nadał mu biskupstwo tytularne Abrittum. Urząd biskupi oficjalnie pełnił do śmierci. Jednak w 1994 przeniósł się do klasztoru w Hołosko, gdzie 26 października 1995 zmarł. Pochowany został na Cmentarzu Łyczakowskim we Lwowie.